# Manfredo de Atenas
Manfredo (1306 - 9 de noviembre de 1317), infante de Sicilia, fue el segundo hijo de Federico II de Sicilia y Leonor de Anjou.

## Biografía
Fue nombrado duque de Atenas y Neopatria en 1312 por su padre, a petición de los caballeros de la Compañía Catalana luego de tomar el control de Atenas. Manfredo sólo tenía cinco años cuando fue nombrado duque. Su padre envió a Berenguer Estañol como regente.
En 1316, Alfonso Fadrique, hermano mayor pero ilegítimo de Manfredo, fue nombrado vicario general de Atenas. Sin embargo, el joven duque nunca puso un pie en su reino, ya que murió de una caída de su caballo antes de su duodécimo cumpleaños. 
Murió en Trapani y fue enterrado en la iglesia de los dominicos que se encuentra allí. Su hermano menor, Guillermo lo sucedió como duque.